# Automatiserat insulintillförselsystem
Automatiserade insulintillförselsystem är automatiserade (eller delvis automatiserade) system utformade för att hjälpa personer med insulinkrävande diabetes genom att automatiskt justera insulintillförseln som svar på blodsockernivåerna. De system som finns tillgängliga på marknaden för tillfället (från och med oktober 2020) kan endast leverera (och reglera leveransen av) ett enda hormon - insulin. Framtida system som är under utveckling syftar till att förbättra nuvarande system, genom att lägga till ett eller flera ytterligare hormoner som kan tillföras vid behov, vilket skulle kunna ge behandling som är närmare bukspottkörtelns egna endokrina funktionalitet, med andra ord en "artificiell bukspottkörtel".
Bukspottkörtelns endokrina funktionalitet tillhandahålls av cellöar som producerar bl.a. hormonerna insulin och glukagon. Artificiell bukspottkörtelsteknologi efterliknar utsöndringen av dessa hormoner i blodomloppet som svar på kroppens förändrade blodsockernivåer. Att upprätthålla balanserade blodsockernivåer är avgörande för funktionen hos hjärnan, levern och njurarna. Därför är det för personer med diabetes nödvändigt att nivåerna hålls i balans när kroppen inte kan producera insulin själv.
Automatiserade insulintillförselsystem (AIT) hänvisas ibland till med termen artificiell bukspottkörtel, men termen har ingen exakt, universellt accepterad definition.

## Översikt

### Historik
Ett av de allra första automatiserade insulintillförselsystemen var den så kallade Biostatorn.

### Klasser av AIT-system
Nuvarande AIT-system delas in i tre breda klasser baserat på deras kapacitet. De första systemen som släpptes kunde bara stoppa insulintillförseln (förutsägande låg glukoshalt ) som svar på redan låg eller förutspådd låg glukos. Hybrida stängda slingor-system kan justera tillförseln av insulin både upp och ner, även om användare fortfarande initierar insulindoser (bolus) för måltider och vanligtvis "meddelar" eller anger måltidsinformation. Helt slutna slingor kräver mindre manuella insulintillförselåtgärder eller meddelanden för måltider från användaren.

#### Förutseende låg glukos fördröjning
Ett steg framåt från system för balanseringen av tröskelvärden använder förutseende system ( predictive low glucose suspend (PLGS); engelska), m.a.o. en matematisk modell för att extrapolera förutspådda framtida blodsockernivåer baserat på dem senaste avläsningarna från en KGM. Detta gör att systemet kan minska eller stoppa insulintillförseln före en förutspådd variation i blodsockernivån.

#### Hybrida stängda slingor (HSS) / Avancerade hybrida stängda slingor (AHSS)
Hybrida stängda slingor-system (HSS) utökar ytterligare kapaciteten hos PLGS-system genom att justera den basala insulintillförselhastigheten både upp och ner som svar på värden från en kontinuerlig glukosmätare. Genom denna modulering av basalinsulin kan systemet minska omfattningen och varaktigheten av både hyperglykemiska och hypoglykemiska händelser. Användare måste fortfarande initiera manuella måltidsboluser. Avancerade hybridsystem med sluten slinga har avancerade algoritmer.
Fullständigt sluten slinga (FSS)
Helt eller Fullständigt sluten slinga-system (eng: FCL - Fully Closed Loop) justerar insulintillförseln som svar på förändringar i glukosnivåer, utan att behöva inmatning från användare för måltidsinsulin eller meddelanden om måltider.

### Nödvändiga komponenter
Ett automatiserat insulintillförselsystem består av tre distinkta komponenter: en kontinuerlig glukosmätare för att fastställa blodsockernivåer, en pump för att leverera insulin och en algoritm som använder data från en KGM och pump för att fastställa nödvändiga insulinjusteringar.
I USA tillåter Food and Drug Administration (FDA) att varje komponent godkänns oberoende, vilket möjliggör snabbare godkännanden och inkrementell innovation. Varje komponent diskuteras mer i detalj nedan.

#### Kontinuerlig glukosmätare (KGM)

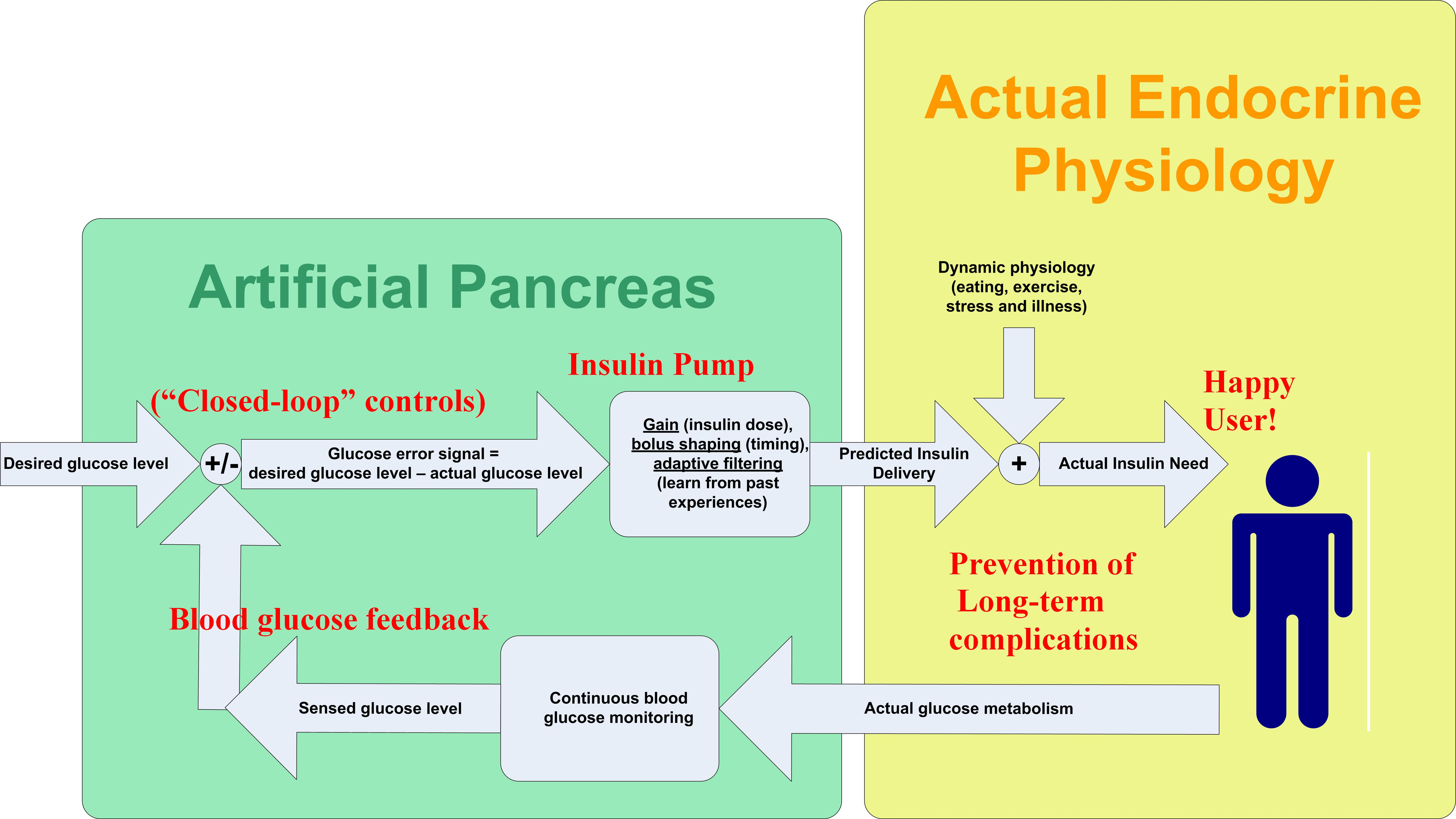
Artificiellt pankreas återkopplingssystem.

Kontinuerliga glukosmonitorer (eng: CGM - Continuous Glucose Monitor) är bärbara sensorer som extrapolerar en uppskattning av glukoskoncentrationen i en patients blod baserat på nivån av glukos som finns i den subkutana interstitialvätskan. En tunn, biokompatibel sensortråd belagd med ett glukosreaktivt enzym sätts in i huden, vilket gör att systemet kan läsa av den genererade spänningen (från sensortråden) och baserat på den (spänningen), uppskatta blodsockret. Den största fördelen med en KGM jämfört med en traditionell blodsockermätare med fingerstick är att en KGM kan ta en ny avläsning så ofta som var 60:e sekund (även om de flesta bara tar en avläsning var 5:e minut), vilket möjliggör en provtagningsfrekvens som kan ge inte bara en aktuell blodsockernivå, utan ett register över tidigare mätningar; tillåter datorsystem att projicera tidigare kortsiktiga trender in i framtiden, vilket visar patienter vart deras blodsockernivåer sannolikt är på väg.

#### Insulinpump
En insulinpump levererar insulin subkutant. Själva insulinpumpkroppen kan också innehålla algoritmen som används i ett AIT-system, eller så kan den ansluta via Bluetooth med en separat mobil enhet (som en telefon) för att skicka data och ta emot kommandon för att justera insulintillförseln.
Algoritmen för varje AIT-system skiljer sig åt. I kommersiella system (se nedan) är lite känt om detaljerna i hur kontrollalgoritmen fungerar. I system med öppen källkod är koden och algoritmen öppet tillgängliga. I allmänhet utför alla algoritmer samma grundläggande funktionalitet; att ta in KGM-data och baserat på förutspådda glukosnivåer och användarens personliga inställningar (för basaldoser, insulinkänslighet och kolhydratkvot, till exempel) sedan rekommendera insulindosering för att hjälpa till att få eller bibehålla glukosnivåer inom målområdet.
Beroende på systemet kan användare ha möjlighet att justera målet för systemet, och/eller ändra olika inställningar för att be systemet att ge mer eller mindre insulin i allmänhet.

## För närvarande tillgängliga system

### Kommersiella
Kommersiell tillgänglighet varierar beroende på land. Godkända system i olika länder, som beskrivs ytterligare nedan, inkluderar MiniMed 670G eller 780G, Tandem's Control-IQ, Omnipod 5, CamAPS FX och Diabeloop DBLG1.

#### MiniMed 670G
I september 2016 godkände FDA Medtronic MiniMed 670G, som var det första godkända hybridsystemet med sluten krets. Enheten justerar automatiskt en patients basalinsulintillförsel.  Den består av en kontinuerlig glukosmätare, en insulinpump och en glukosmätare för kalibrering. Den fungerar automatiskt för att ändra nivån på insulintillförseln baserat på detektering av blodsockernivåer genom kontinuerlig monitor. Den gör detta genom att skicka blodsockerdata genom en algoritm som analyserar och gör de efterföljande justeringarna. Systemet har två lägen: Manuellt läge låter användaren välja den hastighet med vilken basalinsulin tillförs, medan autoläget reglerar basala insulinnivåer från KGM-avläsningarna var femte minut.

#### Tandem Diabetes Care t:Slim X2 med Control IQ
Tandem Diabetes Care t:Slim X2 godkändes av US Food and Drug Administration 2019 och är den första insulinpumpen som har utsetts till en insulinpump med alternativ styrenhet (ACE). ACE-insulinpumpar tillåter användare att integrera kontinuerliga glukosmätare, automatiserade insulindoseringssystem (AID) och andra diabeteshanteringsanordningar med pumpen för att skapa ett personligt anpassat diabetesbehandlingssystem. Många användare av t:slim X2 integrerar pumpen med Dexcom G6, en kontinuerlig glukosmätare som godkändes av FDA 2018. Det var den första CGM som godkändes för användning i ett integrerat terapisystem. Enheten kräver ingen fingerstickskalibrering.

### iLet Bionic Pancreas
I maj 2023 godkände FDA iLet Bionic Pancreas-systemet för personer med typ 1-diabetes från sex år och äldre. Enheten använder ett slutet system för att leverera både insulin och glukagon som svar på avkända blodsockernivåer. Den fjärde generationens iLet-prototyp, som presenterades 2017, är ungefär lika stor som en iPhone, med ett pekskärmsgränssnitt. Den innehåller två kammare för både insulin och glukagon, och enheten är konfigurerbar för användning med endast ett hormon, eller båda. En studie på 440 patienter av typ I-diabetes kördes 2020 och 2021 med en enhetskonfiguration som endast gav insulin i jämförelse med standardvård; enhetsanvändning ledde till bättre cirkulerande glukoskontroll (mätt genom kontinuerlig övervakning ) och en minskning av glykerat hemoglobin (mot ingen förändring för standardvårdsgruppen).  Incidensen av allvarliga hypoglykemiska händelser var dock mer än 1,5 gånger högre bland apparatanvändare jämfört med patienter med standardvård.

### Icke-kommersiella
Det finns flera icke-kommersiella, ej godkända (av FDA i USA eller EMA inom EU), gör-det-själv-alternativ, med öppen källkod såsom OpenAPS, Loop, och/eller AndroidAPS.

## System under utveckling

### Luna Diabetes
Ett företag startat av dem tidigare grundarna av företagen Timesulin, Welldoc, Companion Medical och Bigfoot Biomedical, som har gått samman för att skapa världens första automatiserade insulintillförselsystem för dem som vill fortsätta använda insulinpennor. Teamet kallar det Episodic AID.

### Inreda AP
I samarbete med Academic Medical Center i Amsterdam har Inreda Diabetic BV utvecklat ett slutet system med insulin och glukagon. Initiativtagaren, Robin Koops, började utveckla enheten 2004 och körde de första testerna på sig själv. I oktober 2016 fick Inreda Diabetic BV ISO 13485- licensen, ett första krav för att producera sin artificiella bukspottkörtel.  Produkten i sig heter Inreda AP och gjorde snart några mycket framgångsrika försök. Efter kliniska prövningar fick den CE-märkningen, och noterade att den överensstämmer med europeisk förordning, i februari 2020. 
I oktober 2020 startade sedan sjukförsäkringsbolaget Menzis och Inreda Diabetic en pilot med 100 patienter försäkrade av Menzis. Dessa är alla patienter som har mycket allvarliga problem med att reglera sina blodsockernivåer. De använder nu Inreda AP istället för den traditionella behandlingen. En annan storskalig prövning med Inreda AP påbörjades i juli 2021 för att avgöra om den allmänna holländska sjukförsäkringen kommer täcka enhetens kostnad för alla deras försäkrade. En mer kompakt och förbättrad version av Inreda AP är planerad att släppas 2023.

## Tillvägagångssätt

### Medicinsk utrustning

#### Helt Slutna Slingor
Till skillnad från enbart den kontinuerliga sensorn kräver det slutna systemet ingen användarinmatning som svar på avläsning från monitorn; monitorn och insulinpumpsystemet levererar automatiskt den korrekta mängden hormon beräknat från de sända avläsningarna.

##### Aktuella studier
Fyra studier på olika artificiella bukspottkörtelsystem genomförs med början 2017 och går in i en nära framtid. Projekten finansieras av National Institute of Diabetes and Digestive and Kidney Diseases och är den sista delen av att testa enheterna innan man ansöker om godkännande för användning. Deltagarna i studierna kan leva sina liv hemma medan de använder enheterna och övervakas på distans för säkerhet, effekt och ett antal andra faktorer.
International Diabetes Closed-Loop-försöket,  ledd av forskare från University of Virginia, testar ett slutet system som kallas inControl, som har ett användargränssnitt för smartphones. 240 personer från 14 år och uppåt deltar i 6 månader.
En helårsstudie ledd av forskare från University of Cambridge startade i maj 2017 och har registrerat uppskattningsvis 150 deltagare i åldrarna 6 till 18 år. Det "konstgjorda bukspottkörtelsystemet" som studeras använder en smartphone och har en särskild funktion för att upptäcka låga glukosnivåer, för att förbättra kontrollen av dessa. 
International Diabetes Center i Minneapolis, Minnesota, i samarbete med Schneider Children's Medical Center i Israel planerar en 6-månaders studie som kommer att påbörjas i början av 2019 och kommer att involvera 112 ungdomar och unga vuxna i åldrarna 14 till 30. Huvudsyftet med studien är att jämföra det nuvarande Medtronic 670G-systemet med ett nytt Medtronic-utvecklat system. Det nya systemet har programmering som syftar till att förbättra glukoskontrollen kring måltider, vilket fortfarande är en stor utmaning på området.
Den aktuella 6-månadersstudien ledd av Bionic Pancreas-teamet startade i mitten av 2018 och registrerade 312 deltagare i åldrarna 18 och uppåt.

### Fysiologiska system

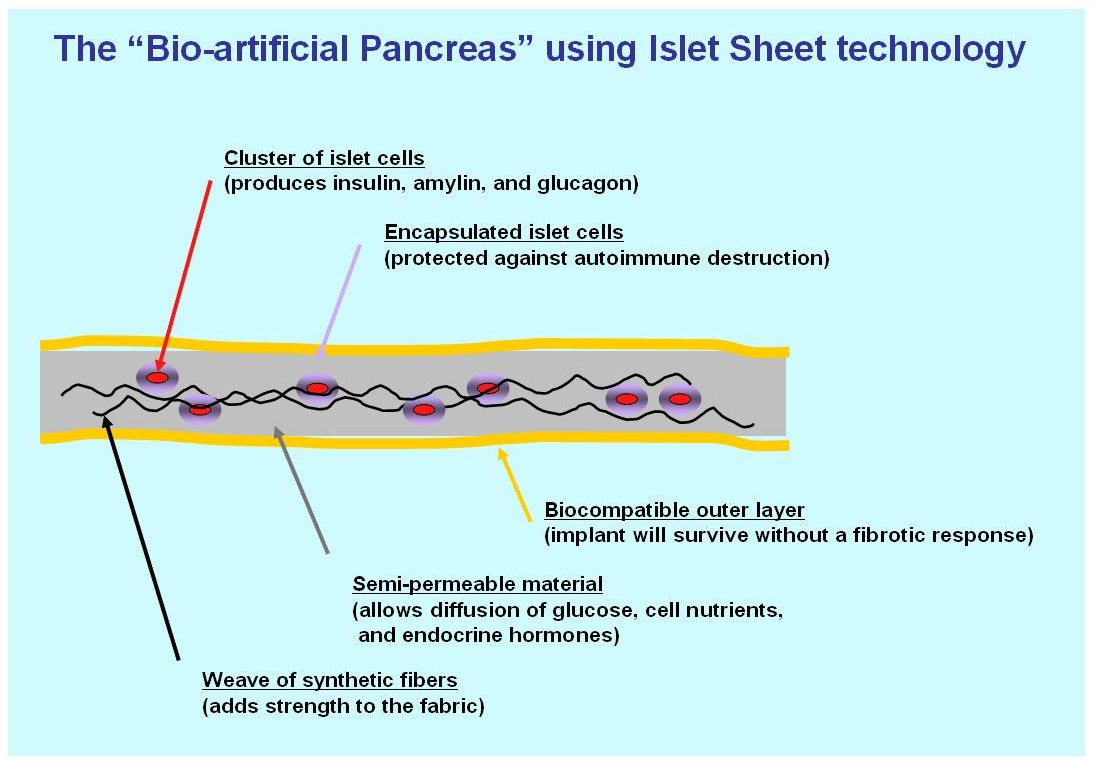
Den bio-artificiella bukspottkörteln: detta diagram visar ett tvärsnitt av biokonstruerad vävnad med inkapslade cellöar som levererar endokrina hormoner som svar på glukos.

Det franska Bioteknikföretaget Defymed, utvecklar en implanterbar bio-artificiell enhet som heter MailPan som har ett biokompatibelt membran med selektiv permeabilitet för att kapsla in olika celltyper, inklusive pankreatiska betaceller. Inplanteringen av anordningen kräver inte samtidig immunosuppressiv terapi eftersom membranet förhindrar antikroppar från patienten från att komma in i anordningen och skada de inkapslade cellerna. Efter att ha implanterats kirurgiskt kommer membranarket att vara livskraftigt i flera år. Cellerna som enheten håller kan produceras från stamceller snarare än mänskliga donatorer, och kan också ersättas med tiden med hjälp av ingångs- och utgångsanslutningar utan kirurgi. Defymed är delvis finansierat av JDRF, tidigare känt som Juvenile Diabetes Research Foundation, men definieras nu som en organisation för alla åldrar och alla stadier av typ 1-diabetes.
I november 2018 tillkännagavs att Defymed skulle samarbeta med det Israeliska bioläkemedelsföretaget Kadimastem - som utvecklar stamcellsbaserade regenerativa terapier, för att få ett tvåårigt anslag värt cirka 1,47 miljoner dollar för utvecklingen av en bio-artificiell bukspottkörteln som skulle behandla typ 1-diabetes.  Kadimastems stamcellsteknologi använder differentiering av mänskliga embryonala stamceller för att erhålla pankreasendokrina celler. Dessa inkluderar insulinproducerande betaceller, såväl som alfaceller, som producerar glukagon. Båda cellerna arrangeras i ö-liknande kluster, som efterliknar strukturen i bukspottkörteln.  Syftet med partnerskapet är att kombinera båda teknologierna i en bio-artificiell bukspottkörtelanordning, som frisätter insulin som svar på blodsockernivåer, för att föra till kliniska prövningsstadier.
Det Amerikanska Kalifornien-baserade bioteknikföretaget ViaCyte har också utvecklat en produkt som syftar till att tillhandahålla en lösning för typ 1-diabetes som använder en inkapslingsanordning gjord av ett semipermeabelt immunreaktionsskyddande membran. Enheten innehåller progenitorceller från bukspottkörteln som har differentierats från embryonala stamceller. Efter kirurgisk implantation i ett polikliniskt ingrepp mognar cellerna till endokrina celler som ordnar sig i ö-liknande kluster och efterliknar bukspottkörtelns funktion och producerar insulin och glukagon. Tekniken avancerade från prekliniska studier till FDA-godkännande för fas 1 kliniska prövningar 2014, och presenterade tvååriga data från prövningen i juni 2018. De rapporterade att deras produkt, kallad PEC-Encap, hittills har varit säker och väl tolererad hos patienter i en dos under terapeutiska nivåer. De inkapslade cellerna kunde överleva och mogna efter implantation, och immunsystemets avstötning minskade på grund av det skyddande membranet. Den andra fasen av prövningen kommer att utvärdera produktens effektivitet. ViaCyte har också fått ekonomiskt stöd från JDRF för detta projekt.

## Initiativ runt om i världen
I USA 2006 lanserade JDRF (tidigare Juvenile Diabetes Research Foundation) ett flerårigt initiativ för att hjälpa till att påskynda utvecklingen, regulatoriskt godkännande och acceptans av kontinuerlig glukosövervakning och artificiell pankreasteknologi.
Gräsrotsansträngningar för att skapa och kommersialisera ett helt automatiserat artificiellt bukspottkörtelsystem har också uppstått direkt från patientförespråkare och privatpersoner inom olika diabetessamfund.